# Kimpulung Mołdawski

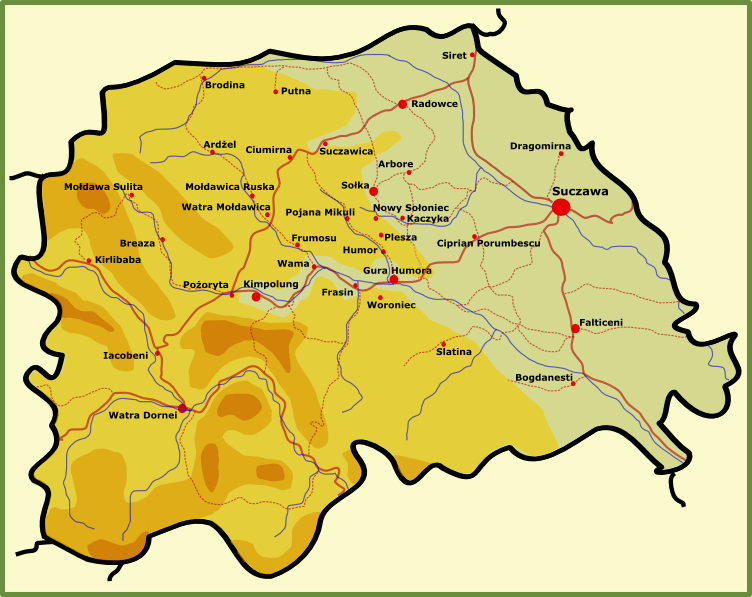
Bukowina południowa

Dzisiejszy okręg Suczawa, z zaznaczoną Bukowiną południową

Kimpulung Mołdawski (rum. Câmpulung Moldovenesc; starosłow. Dołhopole) – największa miejscowość górskiej części Bukowiny południowej, położona w okręgu Suczawa w Rumunii. Leży nad rzeką Mołdawą. Przed I wojną światową mieszkało tu kilkuset Polaków. Miasto położone jest na wysokości 600–650 m n.p.m. w zwężeniu doliny Câmpulung pomiędzy dwiema dosyć wysokimi graniami: Obcinele Bucovinei i Munții Stânișoarei.

## Historia
Kimpulung był kurortem wypoczynkowym i uchodził za najładniej położoną miejscowość całej Bukowiny (łącznie z jej północną częścią). Dodatkowo było to uzdrowisko klimatyczne. Oprócz tego miasto jest znane z pobliskich źródeł nafty i pokładów rudy żelaznej. Pod koniec imperium Habsburgów istniały w Kimpulungu trzy cerkwie, w tym dwie prawosławne i jedna unicka, jeden kościół rzymskokatolicki i synagoga.
W średniowieczu Kimpulung stanowił stolicę tari, tj. niezależnej wspólnoty terytorialnej, związku kilkunastu wsi i nie podlegał innej władzy feudalnej. Było to związane z wyjątkowo szerokimi nadaniami i prawami uzyskanymi przez mieszkańców obwodu kimpuluńskiego, funkcjonującego jako ośrodek przygranicznej obrony Mołdawii. Nadania te określały zarówno wolności gospodarcze, miejskie i wiejskie, jak i polityczne, prawne i sądownicze. System tej autonomii przetrwał aż do przejęcia Bukowiny przez Austrię. Podczas wojny z Turcją Kimpulung w 1690 roku zajęły oddziały polskie pod dowództwem chorążego Nikodema Żaboklickiego. W owej chwili miasto liczyło sobie 377 rodzin, czyli około 1500 mieszkańców. W 1794 roku Austria oficjalnie uznała Kimpulung za miasto. W roku 1880 mieszkało w nim 5534 mieszkańców, a w 1914 już około 8500. Wskazuje to na napływ przede wszystkim Niemców, ale i Polaków, Rusinów i Żydów.

## Współczesność
Dziś Kimpulung to duże miasto. Na początku lat osiemdziesiątych liczyło około 20 000 mieszkańców. Jednak w okresie turystycznym liczba osób przebywających w nim może wzrosnąć o drugie tyle. Miasto posiada kilka szkół, hotele, podstawową bazę turystyczną, pocztę, kina, restauracje, bary, wyspecjalizowane sklepy, szpital, aptekę i banki.
W mieście położone jest muzeum drewnianej sztuki ludowej z kolekcją zawierającą 12 000 eksponatów. Są tam narzędzia do obróbki drewna, drewniane przedmioty, wozy, sanie, instrumenty muzyczne, elementy konstrukcji, rzeźby itd. Wśród eksponatów można obejrzeć rzeźbione laski pasterskie, w tym jedną ze scenami z życia Stefana Wielkiego, pustelnika Daniela, fundacji Putny.
W Kimpulungu znajduje się kościół katolicki i kilka cerkwi. Koło targu widać budynek dawnej synagogi, lecz w czasach powojennych powróciło do Kimpulunga bardzo niewielu Żydów i wspólnota jest na wymarciu.
Z Kimpulungu regularnie odjeżdżają pociągi do Suczawy przez Gura Humorului. Turystyczne trasy wyjściowe to drogi wspinające się na obydwa masywy, między którymi leży miasto.
Miastem partnerskim jest Dąbrowa Górnicza.

## Ludzie związani z miastem
- Marian Kielec – polski piłkarz
- Walerian Orłowski – polski major Wojska Polskiego, zamordowany w Katyniu przez NKWD

## Miasta partnerskie
- Dąbrowa Górnicza